# Thrinoxethus junini
Thrinoxethus junini är en mångfotingart som beskrevs av Vohland 1998. Thrinoxethus junini ingår i släktet Thrinoxethus och familjen Aphelidesmidae. Inga underarter finns listade i Catalogue of Life.